# Ракич, Томислав
Томислав Ракич (род. 11 ноября 1934) — сербский шахматист, международный мастер (1978).
В составе сборной Югославии участник 1-го командного чемпионата Европы.

## Спортивные достижения
| Год | Город | Турнир | + | − | = | Результат | Место |
| --- | ----- | ------ | - | - | - | --------- | ----- |
|     |       |        |   |   |   | из        |       |

## Изменения рейтинга
| Графики недоступны из-за технических проблем. См. информацию на Фабрикаторе и на mediawiki.org. |